# Mamers
Mamers é uma comuna francesa na região administrativa do País do Loire, no departamento de Sarthe. Estende-se por uma área de 5.05 km². Em 2010 a comuna tinha 5 405 habitantes (densidade: 1 070,3 hab./km²).